# Cymbidium aliciae
Espèce
Cymbidium aliciae est une espèce de plantes à fleurs de la famille des Orchidaceae (les orchidées) et du genre Cymbidium originaire des Philippines.